# Pseudoathyreus rhodesianus
Pseudoathyreus rhodesianus är en skalbaggsart som beskrevs av Louis Albert Péringuey 1908. Pseudoathyreus rhodesianus ingår i släktet Pseudoathyreus och familjen Bolboceratidae. Inga underarter finns listade i Catalogue of Life.